# Portel (Portugal)
Portel is een gemeente in het Portugese district Évora.
De gemeente heeft een totale oppervlakte van 600 km² en telde 7109 inwoners in 2001.

## Plaatsen in de gemeente
- Alqueva
- Amieira
- Monte do Trigo
- Oriola
- Portel
- Santana
- São Bartolomeu do Outeiro
- Vera Cruz